# Союз Т-15
Союз Т-15 — радянський космічний корабель (КК) серії «Союз Т», типу Союз Т (7К-СТ). Серійний номер 21Л. Реєстраційні номери: NSSDC ID: 1986-022A; NORAD ID: 16643.
Здійснено перший пілотований політ до орбітальної станції Мир і десятий пілотований політ до орбітальної станції Салют-7.
Старт і посадка з першим основним екіпажем орбітальної станції Мир, шостим основним екіпажем орбітальної станції Салют-7: Кизим/Соловйов.
Спершу планувалось пристикувати Союз Т-15 до переднього стикувального порту станції Мир, щоб залишити вільним задній стикувальний порт, призначений для вантажних кораблів Прогрес. Однак всі кораблі серії Союз Т мали систему зближення «Ігла», а передній порт Миру мав систему «Курс». Тому Союз Т-15 наблизився спершу до заднього стикувального порту. За 20 км почали стикування з використанням системи «Ігла», якою був обладнаний задній стикувальний порт. За 200 метрів «Іглу» відключили і екіпаж вручну підлетів до переднього стикувального порту й пристикувався з використанням лазерного цілевказівника, що використовувався Союзом Т-13 для стикування з Салютом-7 8 червня 1985 року.
З 15 березня 1986 року здійснювався політ з орбітальною станцією Мир. Для підготовки до перельоту на Салют-7, що був приблизно за 4000 км від Миру на нижчій орбіті, екіпаж переніс в Союз Т-15 особисті речі, рослини, вирощені на Мирі, та інші необхідні речі. 4 травня Мир опустили на 13 км, щоб прискорити переліт на Салют-7 і зменшити витрати палива корабля Союз Т-15. 5 травня Союз Т-15 відстикувався від станції Мир, коли Салют-7 був за 2500 км. Переліт тривав 29 годин.
6 травня Союз Т-15 пристикувався до заднього стикувального порту комплексу Салют-7 — Космос-1686, де космонавти здійснили два виходи у відкритий космос, зібрали результати експериментів, наукові прилади і зразки матеріалів загальною масою 350—400 кг. Після закінчення робіт 25 червня законсервували станцію Салют-7 (до неї більше не літали екіпажі).
24-25 червня Мир здійснив два маневра: трохи підняв свою орбіту і підлетів ближче до Салюту-7. 25 червня Союз Т-15 відстикувався від заднього стикувального порту комплексу Салют-7 — Космос-1686 і через 29 годин 26 червня пристикувався до станції Мир. 
Під час польоту корабля Союз Т-15: тривав політ ТКС-3 (транспортний корабель постачання) Космос-1686; відбулись польоти: вантажних кораблів Прогрес-25, Прогрес-26, безпілотного Союз ТМ-1.

## Параметри польоту
- Маса корабля — 7020 кг
- Нахил орбіти — 51,6°
- Орбітальний період — 91,5 хвилини
- Апогей — 366 км
- Перигей — 331 км

## Екіпаж
- Основний

Командир Кизим Леонід Денисович
Бортінженер Соловйов Володимир Олексійович
- Дублерний

Командир Вікторенко Олександр Степанович
Бортінженер Александров Олександр Павлович
- Резервний

Командир Соловйов Анатолій Якович
Бортінженер Серебров Олександр Олександрович

## Хронологія польоту
| Дата       | Час (UTC) | Подія | Схема                    | Схема                        |
| ---------- | --------- | --- | ------------------------ | ---------------------------- |
| 1986 рік   |           | |                          |                              |
| 13 березня | 12:33:09  | З космодрому Байконур ракетою-носієм Союз-У2 (11А511У2) запущено космічний корабель Союз Т-15 з екіпажем Кизим/Соловйов.                                                                    | Мир                      | Салют-7+Космос-1686          |
| 15 березня | 13:38:42  | Стикування космічного корабля Союз Т-15 з екіпажем Кизим/Соловйов до переднього стикувального порту базового блоку станції Мир. Екіпаж станції Мир після стикування: Кизим/Соловйов.        | Союз Т-15+Мир            | Салют-7+Космос-1686          |
| 19 березня | 10:08:25  | З космодрому Байконур ракетою-носієм Союз-У2 (11А511У2) запущено космічний корабель Прогрес-25.                                                                                             | Союз Т-15+Мир            | Салют-7+Космос-1686          |
| 21 березня | 11:16:01  | Стикування космічного корабля Прогрес-25 до заднього стикувального порту комплексу Мир — Союз Т-15.                                                                                         | Союз Т-15+Мир+Прогрес-25 | Салют-7+Космос-1686          |
| 20 квітня  | 19:24:08  | Відстикування космічного корабля Прогрес-25 від заднього стикувального порту комплексу Мир — Союз Т-15.                                                                                     | Союз Т-15+Мир            | Салют-7+Космос-1686          |
| 21 квітня  | 00:00:00  | Гальмівний імпульс космічного корабля Прогрес-25. | Союз Т-15+Мир            | Салют-7+Космос-1686          |
| 21 квітня  | 00:48:30  | Схід з орбіти космічного корабля Прогрес-25. | Союз Т-15+Мир            | Салют-7+Космос-1686          |
| 23 квітня  | 19:40:05  | З космодрому Байконур ракетою-носієм Союз-У2 (11А511У2) запущено космічний корабель Прогрес-26.                                                                                             | Союз Т-15+Мир            | Салют-7+Космос-1686          |
| 26 квітня  | 21:26:06  | Стикування космічного корабля Прогрес-26 до заднього стикувального порту комплексу Мир — Союз Т-15.                                                                                         | Союз Т-15+Мир+Прогрес-26 | Салют-7+Космос-1686          |
| 5 травня   | 12:12:09  | Відстикування космічного корабля Союз Т-15 з екіпажем Кизим/Соловйов від переднього стикувального порту базового блоку комплексу Мир — Прогрес-26. Станція Мир знелюдніла.                  | Мир+Прогрес-26           | Салют-7+Космос-1686          |
| 6 травня   | 16:57:52  | Стикування космічного корабля Союз Т-15 з екіпажем Кизим/Соловйов до заднього стикувального порту комплексу Салют-7 — Космос-1686. Екіпаж станції Салют-7 після стикування: Кизим/Соловйов. | Мир+Прогрес-26           | СоюзТ-15+Салют-7+Космос-1686 |
| 21 травня  | 08:21:51  | З космодрому Байконур ракетою-носієм Союз-У2 (11А511У2) запущено космічний корабель Союз ТМ-1 без екіпажу.                                                                                  | Мир+Прогрес-26           | СоюзТ-15+Салют-7+Космос-1686 |
| 23 травня  | 10:11:45  | Стикування космічного корабля Союз ТМ-1 без екіпажу до переднього стикувального порту базового блоку комплексу Мир — Прогрес-26.                                                            | Союз ТМ-1+Мир+Прогрес-26 | СоюзТ-15+Салют-7+Космос-1686 |
| 28 травня  | 05:43     | Початок першого виходу космонавтів Кизима і Соловйова зі станції Салют-7 у відкритий космос.                                                                                                | Союз ТМ-1+Мир+Прогрес-26 | СоюзТ-15+Салют-7+Космос-1686 |
| 28 травня  | 09:33     | Закінчення першого виходу космонавтів Кизима і Соловйова зі станції Салют-7 у відкритий космос тривалістю 3:50.                                                                             | Союз ТМ-1+Мир+Прогрес-26 | СоюзТ-15+Салют-7+Космос-1686 |
| 29 травня  | 09:22:45  | Відстикування космічного корабля Союз ТМ-1 без екіпажу від переднього стикувального порту базового блоку комплексу Мир — Прогрес-26.                                                        | Мир+Прогрес-26           | СоюзТ-15+Салют-7+Космос-1686 |
| 30 травня  | 04:26     | Гальмівний імпульс космічного корабля Союз ТМ-1 без екіпажу. | Мир+Прогрес-26           | СоюзТ-15+Салют-7+Космос-1686 |
| 30 травня  | 05:18:08  | Посадка космічного корабля Союз ТМ-1 без екіпажу. | Мир+Прогрес-26           | СоюзТ-15+Салют-7+Космос-1686 |
| 31 травня  | 04:57     | Початок другого виходу космонавтів Кизима і Соловйова зі станції Салют-7 у відкритий космос.                                                                                                | Мир+Прогрес-26           | СоюзТ-15+Салют-7+Космос-1686 |
| 31 травня  | 09:57     | Закінчення другого виходу космонавтів Кизима і Соловйова зі станції Салют-7 у відкритий космос Кизим/Соловйов тривалістю 5:00.                                                              | Мир+Прогрес-26           | СоюзТ-15+Салют-7+Космос-1686 |
| 22 червня  | 18:25:00  | Відстикування космічного корабля Прогрес-26 від заднього стикувального порту станції Мир.                                                                                                   | Мир                      | СоюзТ-15+Салют-7+Космос-1686 |
| 23 червня  | 18:41:01  | Гальмівний імпульс космічного корабля Прогрес-26. | Мир                      | СоюзТ-15+Салют-7+Космос-1686 |
| 23 червня  | 19:30?    | Схід з орбіти космічного корабля Прогрес-26. | Мир                      | СоюзТ-15+Салют-7+Космос-1686 |
| 25 червня  | 14:58:00  | Відстикування космічного корабля Союз Т-15 з екіпажем Кизим/Соловйов від заднього стикувального порту комплексу Салют-7 — Космос-1686. Станція Салют-7 знелюдніла.                          | Мир                      | Салют-7+Космос-1686          |
| 26 червня  | 19:46:07  | Стикування космічного корабля Союз Т-15 з екіпажем Кизим/Соловйов до переднього стикувального порту базового блоку станції Мир. Екіпаж станції Мир після стикування: Кизим/Соловйов.        | Союз Т-15+Мир            | Салют-7+Космос-1686          |
| 16 серпня  | 09:09:50  | Відстикування космічного корабля Союз Т-15 з екіпажем Кизим/Соловйов від переднього стикувального порту базового блоку станції Мир. Станція Мир знелюдніла.                                 | Мир                      | Салют-7+Космос-1686          |
| 16 серпня  | 11:45?    | Гальмівний імпульс космічного корабля Союз Т-15 з екіпажем Кизим/Соловйов. | Мир                      | Салют-7+Космос-1686          |
| 16 серпня  | 12:34:05  | Посадка космічного корабля Союз Т-15 з екіпажем Кизим/Соловйов. | Мир                      | Салют-7+Космос-1686          |